# Pfarrkirche St. Martin (Mailing)
Die römisch-katholische Pfarrkirche St. Martin in Mailing ist ein Bau der Nachkriegsmoderne. Die Pfarrei liegt im Dekanat Ingolstadt des Bistums Eichstätt.

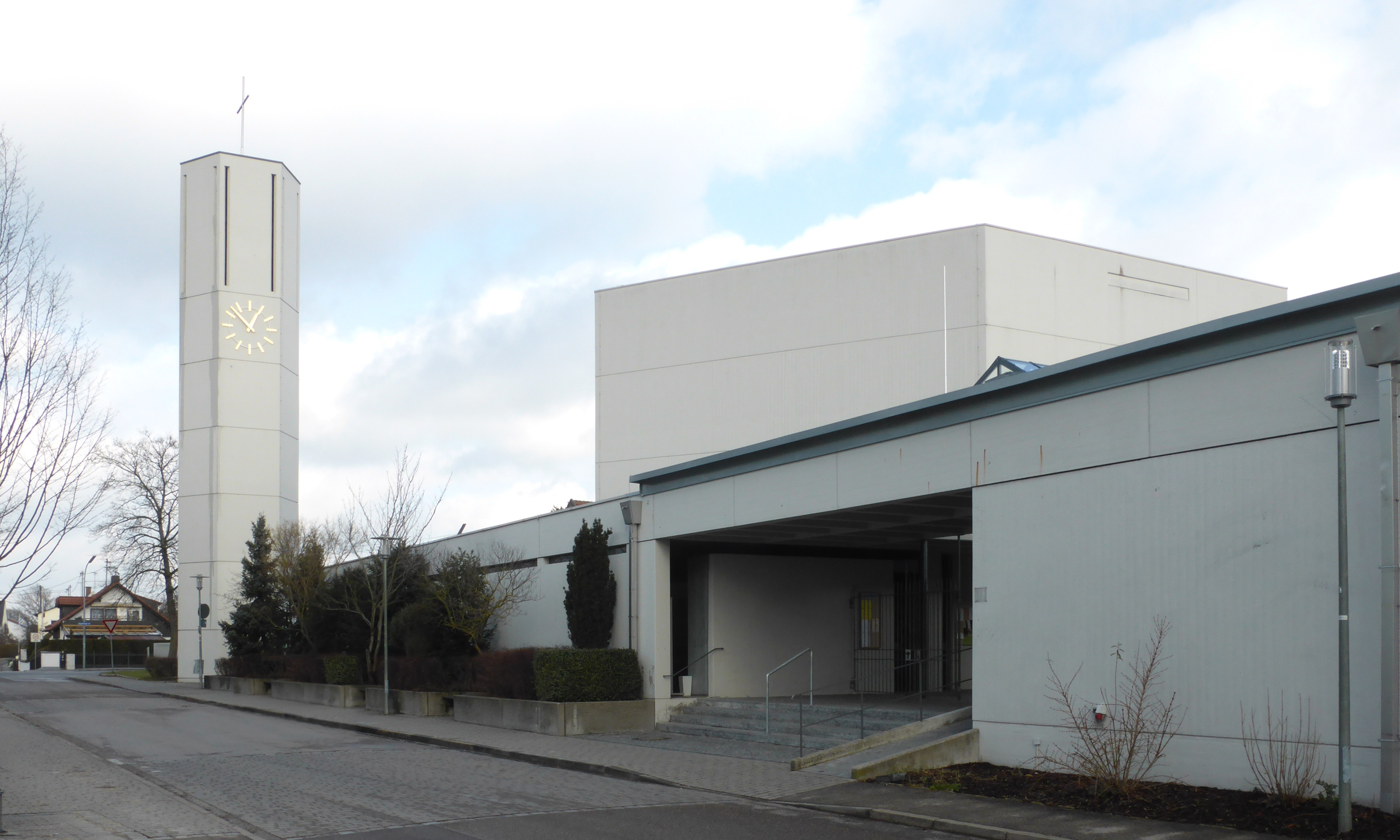
Eingangsfassade

## Lage
Die Pfarrkirche befindet sich im Ingolstädter Stadtteil Mailing in der Pfingstrosenstraße 1.

## Geschichte & Architektur
St. Martin wurde zwischen 1968 und 1970 nach Plänen des Architekten Hans Zitzelsperger errichtet. Das Patrozinium wurde von der vorherigen Pfarrkirche und jetzigen Nebenkirche St. Martin übernommen. Eigentlich war geplant, die ehemalige Kirche nach Vollendung des Neubaus abzureißen.
Neben der Kirche steht ein sechseckiger Glockenturm mit vier Glocken, die 1955 von Friedrich Wilhelm Schilling gegossen wurden.
An der Wand über dem Altar ist die Auferstehung Christi dargestellt. Die Bankreihen sind auf vier Blöcke verteilt; Emporen gibt es nicht. Selbst die Orgelbank und der Chor sind auf Erdgeschosshöhe angesiedelt.
Die Orgel mit 19 Registern, verteilt auf zwei Manuale und Pedal wurde 1971 von der Firma Klais erbaut.